# Frida Rosell
Frida Rosell (* 6. Mai 1999 in Stockholm. Schweden) ist eine schwedische Handballspielerin, die beim dänischen Erstligisten HØJ Håndbold unter Vertrag steht.

## Karriere

### Im Verein
Rosell begann das Handballspielen im Alter von sechs Jahren beim Handens SK. Nachdem die Rückraumspielerin zwischen 2014 und 2016 für Skogås HK aufgelaufen war, schloss sie sich dem schwedischen Erstligisten Skuru IK an. In ihren ersten beiden Spielzeiten für Skuru erzielte sie 19 Treffer in 18 Ligaeinsätzen. Zum Saisonbeginn 2018/19 wurde sie am Ligakonkurrenten VästeråsIrsta HF ausgeliehen. Aufgrund der Verletzungssituation bei Skuru IK endete die Leihe im Februar 2019. Im Sommer desselben Jahres wechselte Rosell fest zu VästeråsIrsta HF. Ab der Saison 2021/22 lief sie für IK Sävehof auf. Mit Sävehof gewann sie 2022 und 2023 die schwedische Meisterschaft sowie 2023 den schwedischen Pokal. Ab der Saison 2023/24 stand sie beim französischen Erstligisten Entente Sportive Bisontine Féminin unter Vertrag. Im Sommer 2025 wechselte sie zum dänischen Erstligaaufsteiger HØJ Håndbold.

### In Auswahlmannschaften
Rosell lief anfangs für die schwedische Jugend- sowie für die Juniorinnennationalmannschaft auf, für die sie in insgesamt 42 Länderspielen 47 Tore warf. Mit diesen Auswahlmannschaften nahm sie an der U-18-Weltmeisterschaft 2016, an der U-19-Europameisterschaft 2017 und an der U-20-Weltmeisterschaft 2018 teil. Nachdem sich die Nationalspielerin Melissa Petrén im September 2020 einen Finger brach, rückte Rosell in den Kader der schwedischen Nationalmannschaft. Rosell gab am 1. Oktober 2020 ihr Länderspieldebüt gegen die polnische Auswahl.